# Abdallah Kibet Mande
Abdallah Kibet Mande (* 10. Mai 1995) ist ein ugandischer Leichtathlet, der hauptsächlich in den Langstrecken- und Crossläufen an den Start geht.

## Sportliche Laufbahn
Abdallah Kibet Mande tritt seit 2013 in Wettkämpfen in der Leichtathletik an. Im März nahm er am U20-Rennen an den Crosslauf-Weltmeisterschaften in Bydgoszcz teil, in dem er den 16. Platz belegte. Nachdem er im Juli Ugandischer Meister über 5000 Meter wurde trat er Ende August bei den U20-Afrikameisterschaften auf Mauritius an. Dabei belegte er zunächst den vierten Platz über 10.000 Meter und gewann zwei Tage später die Silbermedaille im 5000-Meter-Lauf. 2014 trat er über 10.000 Meter bei den U20-Weltmeisterschaften in Eugene an, bei denen er den fünften Platz belegen konnte. 2015 steigerte er seine Bestzeit über 10.000 Meter auf 28:12,72 min. 2016 trat er über 5000 und über 10.000 Meter bei den Afrikameisterschaften in Durban an. Während er über 10.000 Meter zunächst den elften Platz belegte, kam er im 5000-Meter-Lauf als Neunter ins Ziel. 2017 trat Mande in seiner ugandischen Heimat bei den Crosslauf-Weltmeisterschaften an und belegte im Erwachsenenrennen über 10 Kilometer den 16. Platz. 2018 trat er vor allem im Halbmarathon an. Im März stellte er dabei in Venlo seine Bestleistung von 1:00:14 min auf, mit der er den dritten Platz in dem Wettkampf belegte. 2019 trat er in Doha erstmals bei Weltmeisterschaften an, bei denen er im 10.000-Meter-Lauf den 16. Platz belegen konnte. Nachdem er 2020 und 2021 jeweils nur an einem Halbmarathonwettkampf teilgenommen hatte, trat er seitdem nicht mehr in einem internationalen Rennen an.

## Wichtige Wettbewerbe
| Jahr               | Veranstaltung                 | Ort                | Platz              | Disziplin          | Zeit               |
| Startet für Uganda | Startet für Uganda            | Startet für Uganda | Startet für Uganda | Startet für Uganda | Startet für Uganda |
| ------------------ | ----------------------------- | ------------------ | ------------------ | ------------------ | ------------------ |
| 2013               | Crosslauf-Weltmeisterschaften | Bydgoszcz          | 16.                | U20-Rennen         | 22:36 min          |
| 2013               | Juniorenafrikameisterschaften | Réduit             | 2.                 | 5000 m             | 13:55,10 min       |
| 2013               | Juniorenafrikameisterschaften | Réduit             | 4.                 | 10.000 m           | 28:40,0 min        |
| 2014               | U20-Weltmeisterschaften       | Eugene             | 5.                 | 10.000 m           | 28:53,77 min       |
| 2016               | Afrikameisterschaften         | Durban             | 11.                | 5000 m             | 13:34,52 min       |
| 2016               | Afrikameisterschaften         | Durban             | 9.                 | 10.000 m           | 28:21,92 min       |
| 2017               | Crosslauf-Weltmeisterschaften | Kampala            | 16.                | Erwachsenenrennen  | 29:25 min          |
| 2019               | Weltmeisterschaften           | Doha               | 16.                | 10.000 m           | 28:31,49 min       |

## Persönliche Bestleistungen
Freiluft
- 3000 m: 7:48,12 min, 8. Juni 2014, Hengelo
- 5000 m: 13:30,96 min, 20. Juli 2013, Kampala
- 10.000 m: 27:22,89 min, 17. Juli 2019, Hengelo
- Halbmarathon: 1:00:14 min, 25. März 2018, Venlo